# Sigismund Pierre Alexander van Heiden Reinestein

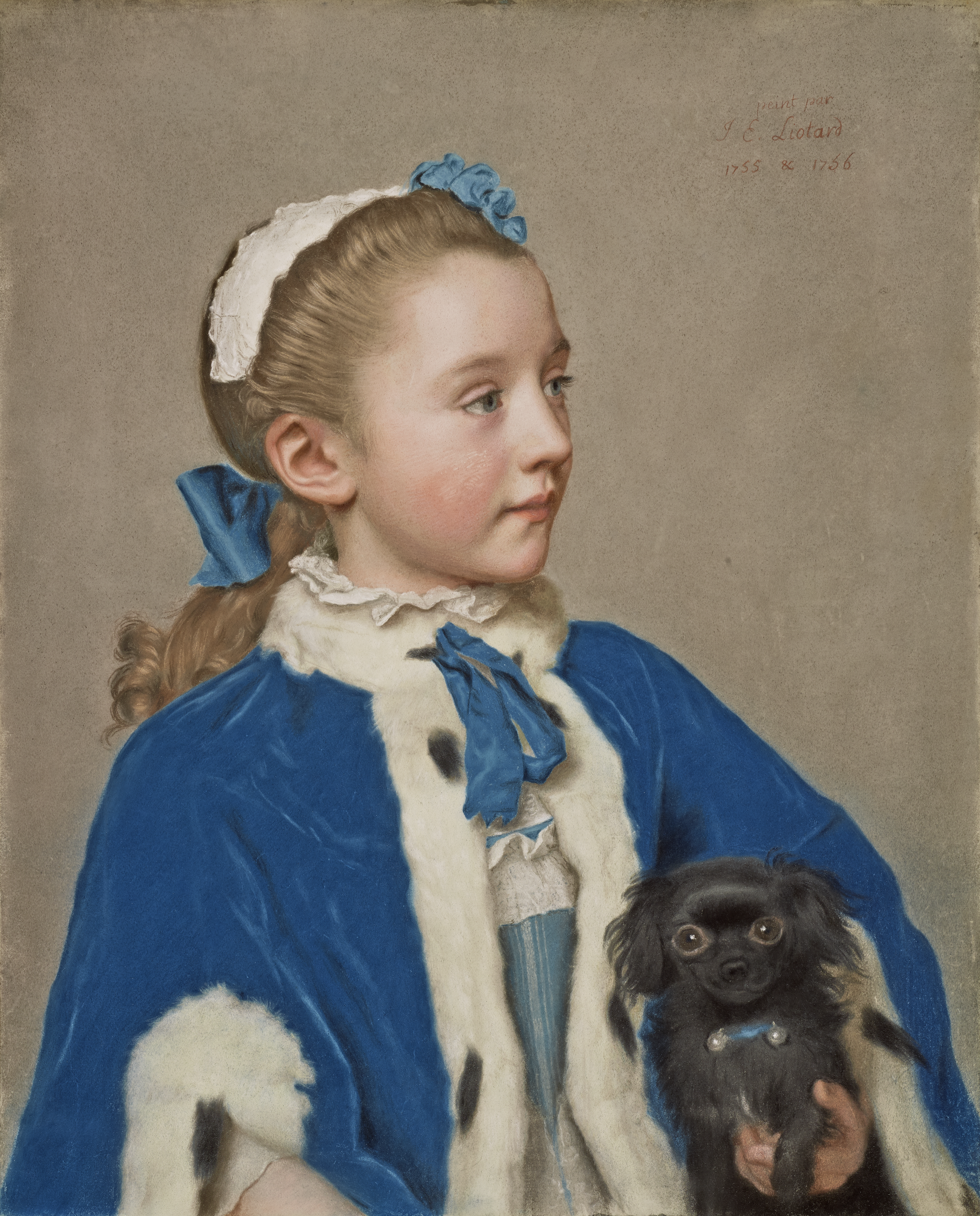
Maria Frederica van Reede 1748-1807 door Jean-Étienne Liotard in 1755

Sigismund Pieter Alexander van Heiden Reinestein (Breda, 25 november 1740 - Zuidlaren, 9 maart 1806), was een Drents edelman, wonend op de havezate Laarwoud in Zuidlaren.
Van Heiden Reinestein was een zoon van Alexander Carel van Heiden en Esther Susanne Marie de Jaussaud. Zijn vader was drost van Coevorden en de Landschap Drenthe. De familie behoorde tot de Duitse adel en hij was rijksgraaf van Heiden en heer van Laarwoudt, Entingen en Reinestein. De Oranjegezinde aristocraat was opperkamerheer van stadhouder Willem V, kamerheer van de  Prinses van Oranje Nassau, en op zijn beurt Drost van de landschap Drenthe van 1776 tot 1795 en van 1802 tot zijn dood in 1806.
Sigismund verwierf de Utrechtse ridderhofstad Rijnestein en noemde zich daarna Van Heiden Rijnestein (later "Reinestein" geschreven). Hij was lid van de Utrechtse Ridderschap. Het in Assen door zijn vader gebouwde Drostenhuis heeft deze drost van Drenthe nooit betrokken. Voor zover hij in Drenthe aanwezig was, was Laarwoud in Zuidlaren zijn onderkomen. Omdat hij zijn macht en invloed aan de Prins van Oranje ontleende en Drenthe een arme en onbeduidende provincie was verbleef Sigismond Pierre vooral in 's-Gravenhage.
Sinds 1769 was zijn echtgenote Maria Frederica van Reede ('s-Gravenhage, 14 augustus 1748 - Zuidlaren, 14 oktober 1807).
Met de vlucht van de Prins van Oranje in 1795 eindigde voor enige tijd de dominante positie van de Van der Heidens in Drenthe. De tweede zoon Lodewijk van Heiden was een van de getrouwen die zich in Scheveningen met de prins inscheepten voor Engeland. Hij keerde al snel weer terug en ging in Russische dienst. Vader Sigismund werd pas onder Schimmelpenninck, toen er een conservatiever regime heerste, herbenoemd als provinciaal bestuurder.
Sigismond werd in het koor van de Nederlands-hervormde kerk in Zuidlaren begraven. Op hun grafzerken de tekst:
Hier rusten De Hoog Geb. Heer Sigismund Pieter Alexander Graaf van Heiden heer van Laarwoud Reinestein Drost van Drenthe etc. etc. geboren den 25 November 1740 gestorven den 9 Maart 1806 en Zijn Hoog Geb. Gemalinne De Hoog Geb. Vrouwe Maria Frederica Baronesse van Reede geboren den 14 Augustus 1748 gestorven den 14 October 1807 Wie gij zijn moogt, eerbiedig in Hun een voorbeeld van Deugd, Godsvrugt en Huwelijksmin
De Van der Heidens en na hun uitsterven de Jonkheren de Milly van der Heiden-Reinestein speelden tot in de 20e eeuw een grote rol in de Drentse politiek. Van Heiden-Reinestein was de vader van de zeeheld Lodewijk van Heiden, een Russisch admiraal, en van Sigismund Jacques graaf van Heiden Reinestein en grootvader van het Tweede Kamerlid Louis van Heiden Reinestein.
Sigismunds in het Frans geschreven memoires verschenen pas in 2007 in het Nederlands onder de titel "Van de prins geen kwaad, De dagboeken van S.P.A. van Heiden Reinestein kamerheer en drost 1777-1785".
Zijn reisverslagen verschenen in 2013 in het boek Vanuit de koets bekeken. Sigismund van Heiden Reinestein en zijn reisverslagen.